# Órdenes de magnitud (densidad)

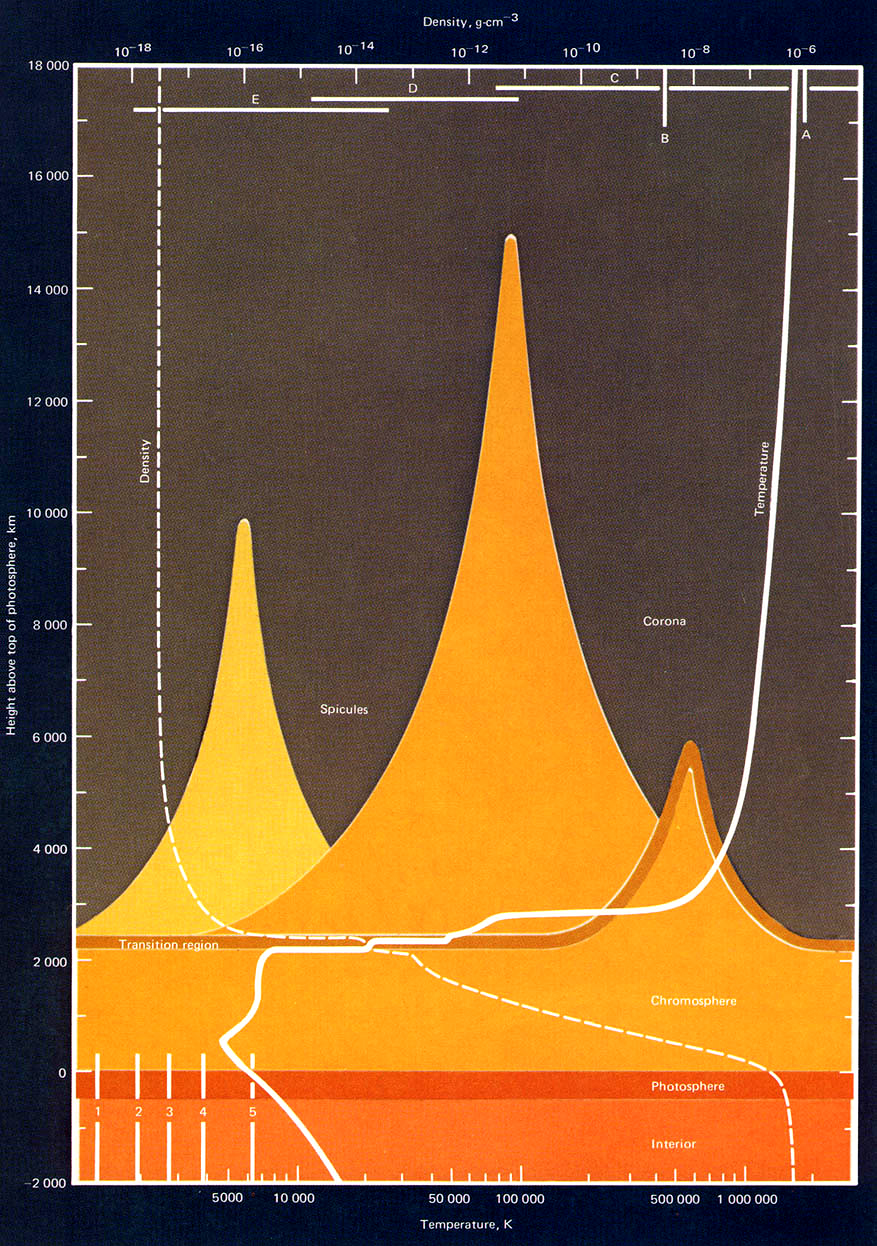
El Skylab midió varios órdenes de magnitud de la densidad del Sol (escala superior: 10−18 a 10−6 g⋅cm−3, equivalentes a 10−15 a 10−3 kg⋅m−3) a diferentes alturas y temperaturas por encima de su superficie.

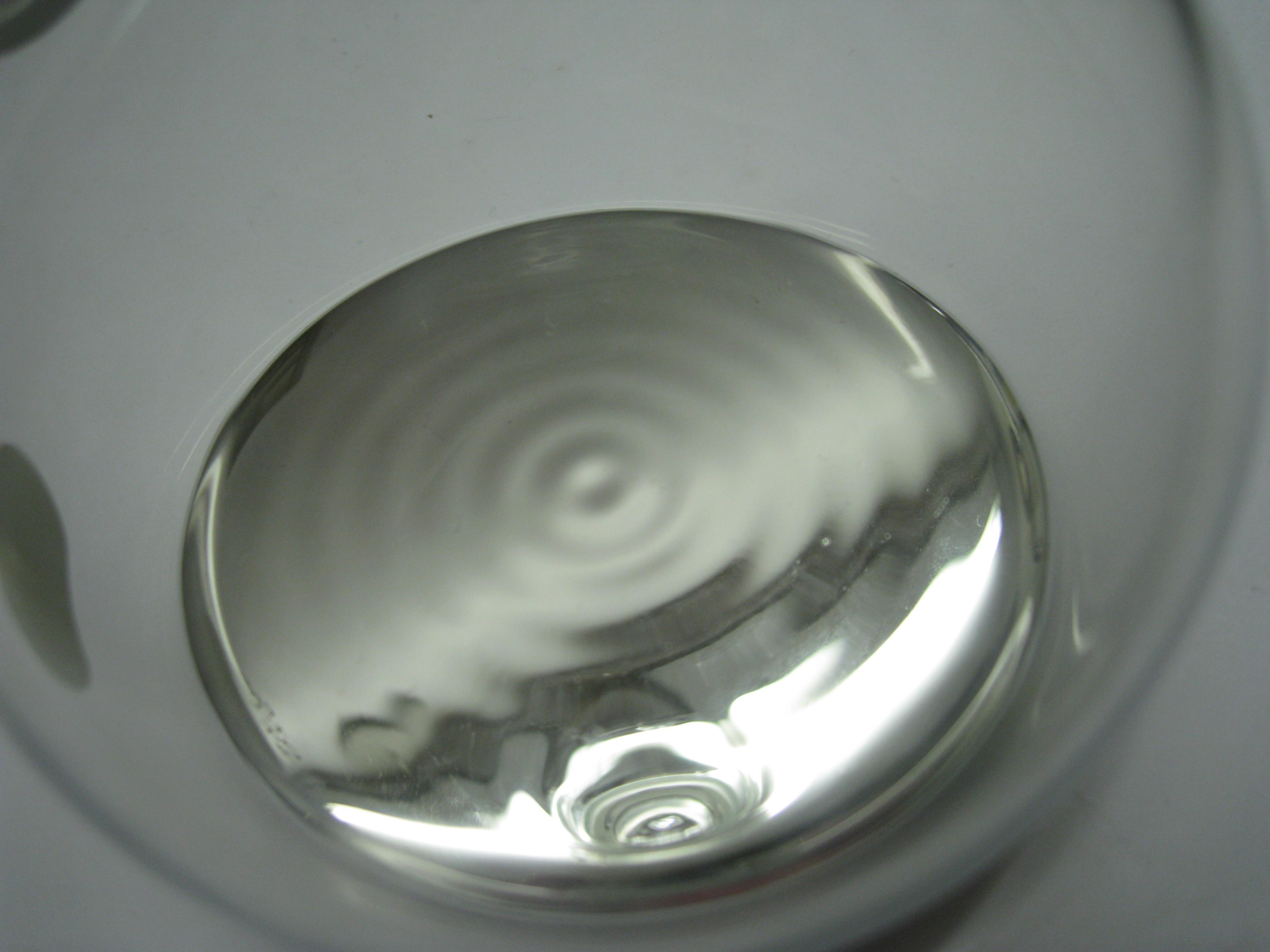
Mercurio, el elemento líquido más denso en condiciones de laboratorio

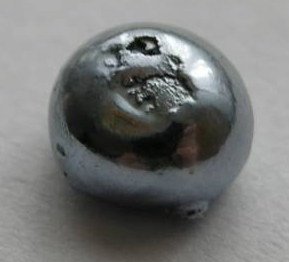
Osmio metálico, el elemento sólido estable más denso en condiciones de laboratorio

| Factor | Múltiplo  | Valor             | Elemento |
| ------ | --------- | ----------------- | --- |
| 10-27  | 1 yg/m³   | 1 × 10-27 kg/m³   | Densidad aproximada del universo |
| 10-26  |           |                   | |
| 10-25  |           |                   | |
| 10-24  | 1 zg/m³   |                   | |
| 10-23  |           |                   | |
| 10-22  | 100 zg/m³ | 1 × 10-22 kg/m³   | Densidad observada más baja probable del espacio en el brazo de una espiral galáctica (1 átomo de hidrógeno cada 16 centímetros cúbicos) |
| 10-21  | 1 ag/m³   |                   | |
| 10-20  |           |                   | |
| 10-19  |           |                   | |
| 10-18  | 1 fg/m³   | 1 × 10-18 kg/m³   | Densidad observada del espacio en el núcleo de la galaxia (600 átomos de hidrógeno en cada centímetro cúbico)                            |
| 10-18  | 1 fg/m³   | 1 × 10-18 kg/m³   | Mejor vacío de laboratorio (1 pPa) |
| 10-17  |           |                   | |
| 10-16  |           |                   | |
| 10-15  | 1 pg/m³   |                   | |
| 10-14  |           | 2.0 × 10-14 kg/m³ | (2.0 × 10-17 g/cm³) densidad de la corona solar                                                                                          |
| 10-13  |           | 1.0 × 10-13 kg/m³ | (1.0 × 10-16 g/cm³) densidad en la zona superior de la región de transición solar                                                        |
| 10-12  | 1 ng/m³   |                   | |
| 10-11  |           | 1.0 × 10-11 kg/m³ | (1.0 × 10-14 g/cm³) densidad en el fondo de la región de transición solar                                                                |
| 10-10  |           |                   | |
| 10-9   | 1 µg/m³   |                   | |
| 10-8   |           |                   | |
| 10-7   |           |                   | |
| 10-6   | 1 mg/m³   |                   | |
| 10-5   |           | 1.34 × 10-5 kg/m³ | Atmósfera de la Tierra a una altitud de 82 kilómetros; densidad media aproximada de la estrella Mu Cephei                                |
| 10-4   | 0.1 g/m³  | 1.09 × 10-4 kg/m³ | Atmósfera de la tierra a 68 kilómetros de altitud                                                                                        |
| 10-4   | 0.1 g/m³  | 2.0 × 10-4 kg/m³  | (2.0 × 10-7 g·cm-3) Densidad del límite entre la fotosfera y la cromosfera solares                                                       |
| 10-4   | 0.1 g/m³  | 4.0 × 10-4 kg/m³  | (4.0 × 10-7 g·cm-3) Densidad del límite más bajo de la fotosfera solar                                                                   |
| 10-3   | 1 g/m³    | 1 × 10-3 kg/m³    | Vacío de una bomba de vacío mecánica; densidad del Sol justo bajo su fotosfera                                                           |
| 10-2   | 10 g/m³   | 1.8 × 10-2 kg/m³  | Atmósfera de la tierra a una altitud de 30 kilómetros                                                                                    |
| 10-2   | 10 g/m³   | 9 × 10-2 kg/m³    | Gas hidrógeno, la sustancia menos densa en condiciones de laboratorio                                                                    |
| 10-1   | 100 g/m³  | 1.6 × 10-1 kg/m³  | Atmósfera de la tierra a una altitud de 16 kilómetros                                                                                    |

| Factor | Múltiplo       | Valor                            | Elemento                                                                                                |
| ------ | -------------- | -------------------------------- | --- |
| 100    | 1 kg/m³        | 0.9 kg/m³ = 0.0009 g/cm³         | Micro rejilla metálica ultraligera.                                                                     |
| 100    | 1 kg/m³        | 1.1 kg/m³ = 0.0011 g/cm³         | Densidad más baja conseguida para un aerogel                                                            |
| 100    | 1 kg/m³        | 1.48 kg/m³ kg/m³ = 0.00148 g/cm³ | Atmósfera de la tierra al nivel de mar                                                                  |
| 101    | 10 kg/m³       | 10 kg/m³ = 0.01 g/cm³            | Densidad más baja de un aerogel normal                                                                  |
| 101    | 10 kg/m³       | 65 kg/m³ = 0.065 g/cm³           | Atmósfera de Venus en superficie                                                                        |
| 102    | 100 kg/m³      | 500 kg/m³ = 0.5 g/cm³            | Densidad más alta de un aerogel normal                                                                  |
| 102    | 100 kg/m³      | 534 kg/m³ kg/m³ = 0.534 g/cm³    | Litio a Temperatura ambiente                                                                            |
| 103    | 1 Mg/m³ 1 t/m³ | 1000 kg/m³ kg/m³ = 1 g/cm³       | Agua líquida a 4 °C                                                                                     |
| 103    | 1 Mg/m³ 1 t/m³ | 1030 kg/m³ = 1.030 g/cm³         | Densidad media de la leche líquida a 20 °C                                                              |
| 103    | 1 Mg/m³ 1 t/m³ | 1062 kg/m³ = 1.062 g/cm³         | Densidad media del cuerpo humano                                                                        |
| 103    | 1 Mg/m³ 1 t/m³ | 1408 kg/m³ = 1.408 g/cm³         | Densidad media del Sol                                                                                  |
| 103    | 1 Mg/m³ 1 t/m³ | 5515 kg/m³ = 5.515 g/cm³         | Densidad media de la Tierra                                                                             |
| 104    | 10,000 kg/m³   | 10,490 kg/m³ = 10.49 g/cm³       | Plata (Ag)                                                                                              |
| 104    | 10,000 kg/m³   | 11,340 kg/m³ = 11.34 g/cm³       | Plomo (Pb)                                                                                              |
| 104    | 10,000 kg/m³   | 13,534 kg/m³ = 13.534 g/cm³      | Mercurio (Hg)                                                                                           |
| 104    | 10,000 kg/m³   | 19,100 kg/m³ = 19.1 g/cm³        | Uranio (U)                                                                                              |
| 104    | 10,000 kg/m³   | 19,250 kg/m³ = 19.25 g/cm³       | Wolframio (W)                                                                                           |
| 104    | 10,000 kg/m³   | 19,300 kg/m³ = 19.3 g/cm³        | Oro (Au)                                                                                                |
| 104    | 10,000 kg/m³   | 21,450 kg/m³ = 21.45 g/cm³       | Platino (Pt)                                                                                            |
| 104    | 10,000 kg/m³   | 22,560 kg/m³ = 22.56 g/cm³       | Iridio (Ir)                                                                                             |
| 104    | 10,000 kg/m³   | 22,590 kg/m³ = 22.59 g/cm³       | Osmio (Os), la sustancia conocida más densa en condiciones de laboratorio                               |
| 104    | 10,000 kg/m³   | 41,000 kg/m³ = 41 g/cm³          | Hassio (Hs), densidad estimada, suponiendo que existiese un isótopo que presentase una vida media larga |
| 105    |                | 150,000 kg/m³ = 150 g/cm³        | Núcleo del Sol                                                                                          |
| 106    | 1 Gg/m³        |                                  | |
| 107    |                |                                  | |
| 108    |                |                                  | |
| 109    | 1 Tg/m³        |                                  | Estrella enana blanca                                                                                   |
| 10     |                |                                  | |
| 1011   |                |                                  | |
| 1012   | 1 Pg/m³        |                                  | |
| 1013   |                | 2 × 1013 kg/m³                   | Universo tras la aparición de la fuerza electrodébil (aproximadamente)                                  |
| 1014   |                |                                  | |
| 1015   | 1 Eg/m³        |                                  | |
| 1016   |                |                                  | |
| 1017   |                | 2 × 1017 kg/m³                   | Estrellas de neutrones y núcleos atómicos                                                               |
| 1018   | 1 Zg/m³        |                                  | |
| 1019   |                |                                  | |
| 1020   |                |                                  | |
| 1021   | 1 Yg/m³        |                                  | |
| 1022   |                |                                  | |
| 1023   |                | 1023 kg/m³                       | Densidad de una hipotética estrella exótica                                                             |
| ...    | ...            | ...                              | ... |
| 1096   |                | 5.1 × 1096 kg/m³                 | Densidad de Planck (estrella de Planck)                                                                 |
| ∞      |                | ∞ Kg/m³                          | Densidad de la singularidad de un agujero negro                                                         |